# Чобан-Куле-Узень
Чоба́н-Куле́-Узе́нь (также Чеба́н-Куле́; укр. Чобан-Куле-Узень крымскотат. Çoban Qule Özen, Чобан Къуле Озен) — небольшая река на юго-восточном берегу Крыма, в восточной части Главной гряды Крымских гор. Длина реки 7,5 км, площадь водосбора 18,4 км². Названа по средневековому замку Чобан-Куле, вблизи которого впадает в море.
Начало реки — источник Чобан-Куле-Чокрак, на юго-восточном склоне Главной гряды Крымских гор, у вершины Чок-Сары-Каязил-Кая. Течёт почти меридионально с севера на юг. В некоторых источниках верховье Чебан-Куле носит название Тюз-Ерлер, в среднем течении — Юртын-Узень.
Река маловодна, имеет сток только весной и после ливней, характерны селевые паводки. Впадает в Чёрное море в четырёх километрах к западу от села Морское, у мыса Чобан-Куле или Агира. У реки, согласно справочнику «Поверхностные водные объекты Крыма», 8 безымянных притоков, некоторые именованы на подробных картах: правые, от устья — Мучинын-дереси, Шангрей-дере, левые — Джафстолун и Кирим.
Шарль Монтандон в своём «Путеводителе путешественника по Крыму, украшенный картами, планами, видами и виньетами…» 1833 года так описал речку 
…пересекаем глубокое русло ручья, который ничего не представляет из себя в обычную погоду, но превращается в бурный поток после грозы или затяжных дождей.